# Frederick Pollard
Frederick Douglas „Fritz” Pollard, Jr. (ur. 18 lutego 1915 w Springfield, zm. 14 lutego 2003 w Waszyngtonie) – amerykański lekkoatleta (płotkarz), medalista olimpijski z 1936.
Był synem Fredericka „Fritza” Pollarda, pierwszego Afroamerykanina, który był trenerem drużyny futbolu amerykańskiego w NFL.
Zdobył brązowy medal w biegu na 110 metrów przez płotki na igrzyskach olimpijskich w 1936 w Berlinie za swym rodakiem Forrestem Townsem i Brytyjczykiem Donaldem Finlayem. Jego rekord życiowy pochodził z tego samego roku i wynosił 14,2 s.